# Mozhan Marnò
Mozhan Marnò (perski: ژان مارنو; ur. 3 maja 1980 w Los Angeles) – amerykańsko-irańska aktorka filmowa i telewizyjna.

## Życiorys
Posiada licencjat z literatury porównawczej z Barnard College na Columbia University. Krótko potem ukończyła, z tytułem magistra, Yale Drama School. Aktorka jest  najbardziej znana w roli Sorayi M. w filmie Ukamienowanie Sorayi M. z 2008 roku, gdzie zagrała u boku Shohreh Aghdashloo. Mozhan wcieliła się w postać kobiety, której mąż, po dwudziestu latach małżeństwa chce zamienić ją na młodszą kobietę i do tego celu wykorzystuje oskarżenie żony o cudzołóstwo w wyniku czego zostaje ona ukamienowana. Za rolę Marnò otrzymuje nominację do nagrody Satelity dla najlepszej aktorki drugoplanowej.

## Filmografia
Filmy fabularne
- 2009: StereoLife jako Gwendolyn Leeds
- 2008: Zdrajca (Traitor) jako Leyla
- 2008: Sierpień (August) jako Ashley
- 2008: Ukamienowanie Sorayi M. (The Stoning of Soraya M.) jako Soraya M.
- 2007: Wojna Charliego Wilsona (Charlie Wilson’s War) jako Tłumaczka w obozie dla uchodźców

Seriale telewizyjne
- 2014–2019: Czarna lista jako Samar Navabi (główna obsada)
- 2009: Kości (Bones) jako Azita Jabbari
- 2009: Mentalista (The Mentalist) jako Nicki Weymouth
- 2009: Medium jako Rachel
- 2007: K-Ville jako Jodi Mazetta
- 2007: Shark jako Maria Lutrova
- 2006: Standoff jako Agnacia
- 2006: Jednostka (The Unit) jako szef protokołu